# Дзорагюх (Гегаркуникская область)
Дзорагюх (арм. Ձորագյուղ) — деревня в Гехаркуникской области Армении. В деревне есть церковь и скит, построенные в IX веке. Церковь была восстановлена.

## История
Иван Шопен отмечал, что в селе Вали-агали Гей-чайского магала Эриванской провинции проживало 322 армян-переселенцев из Турции, и ни одного представителя иной народности.
В 1897 году население села составляло 1590 жителей.
Согласно Кавказскому календарю, население села к 1911 году — 1913 человек, в основном армяне, в 1915 году — 2269 человек, также преимущественно армяне.

## Галерея

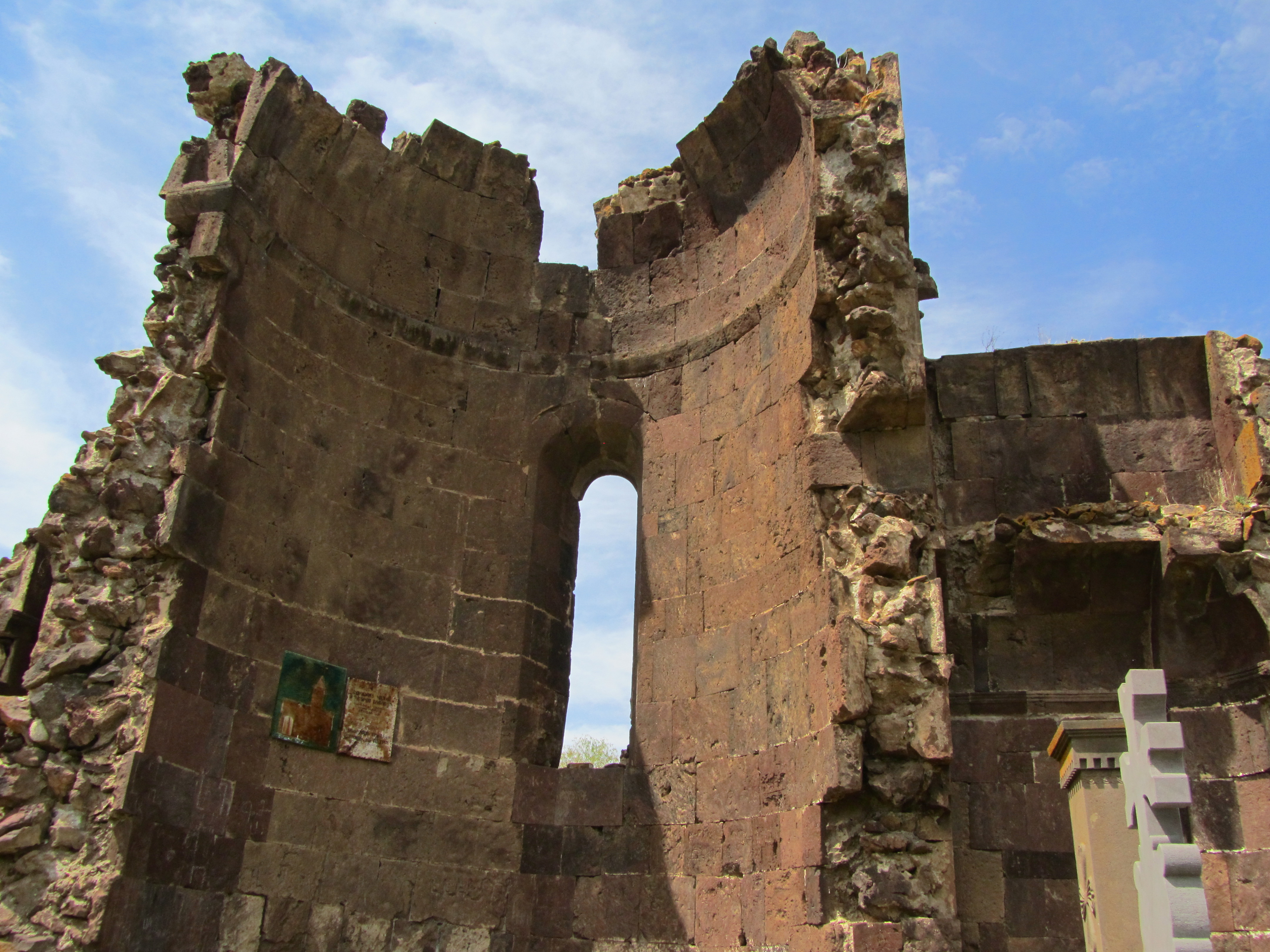
Монастырь Шогаванк
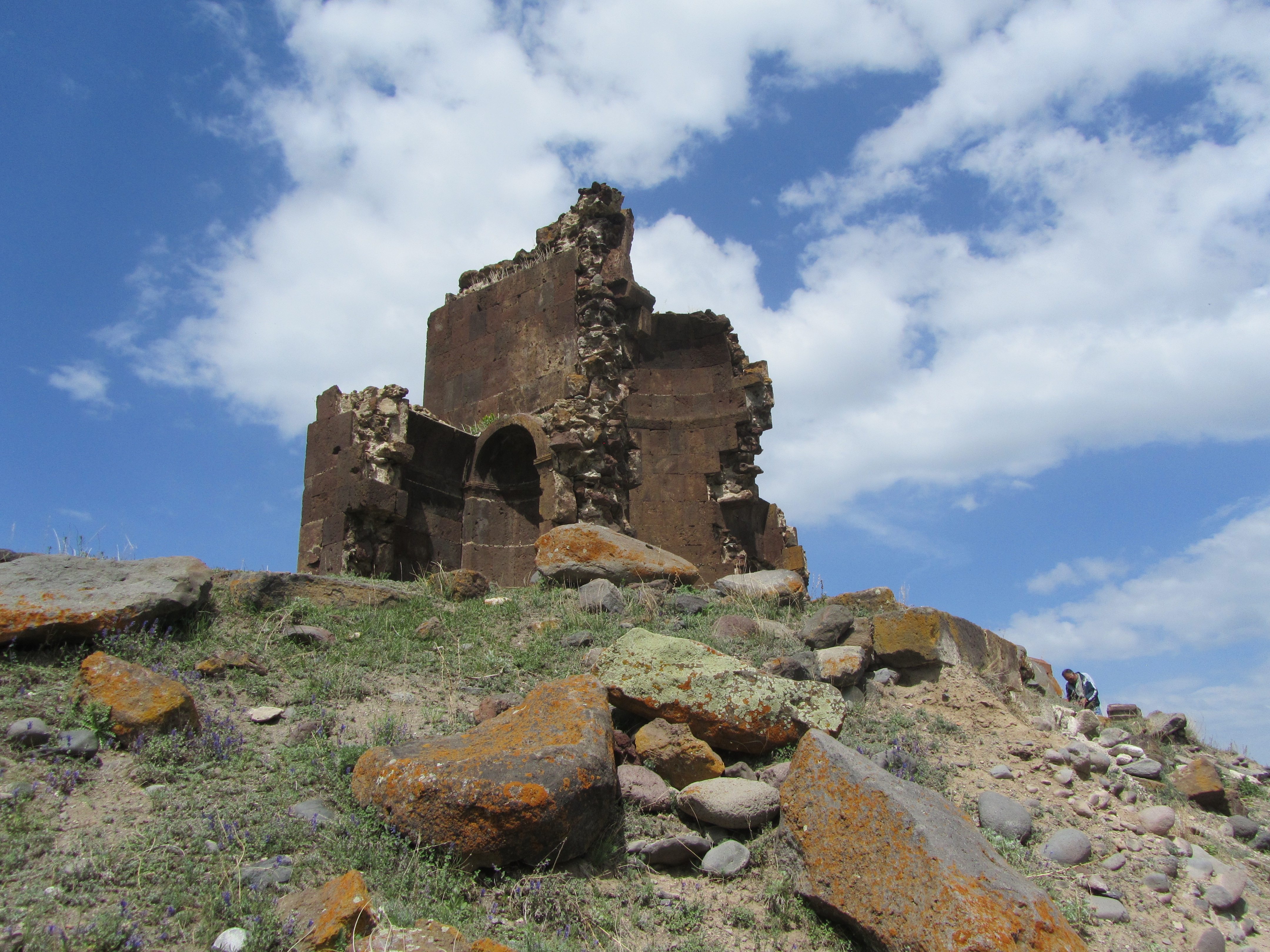
Монастырь Шогаванк
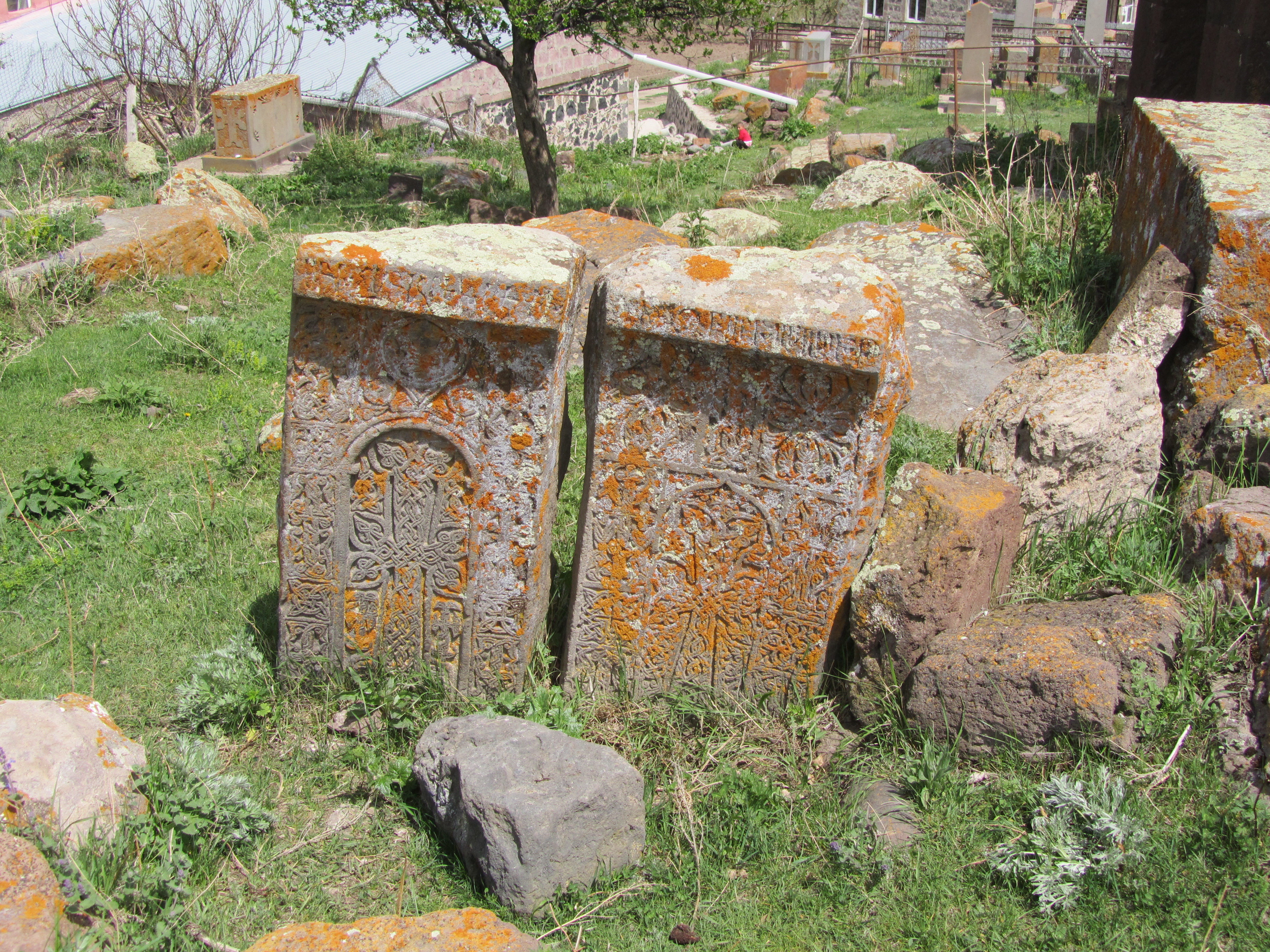
Хачкар монастыря Шогаванк
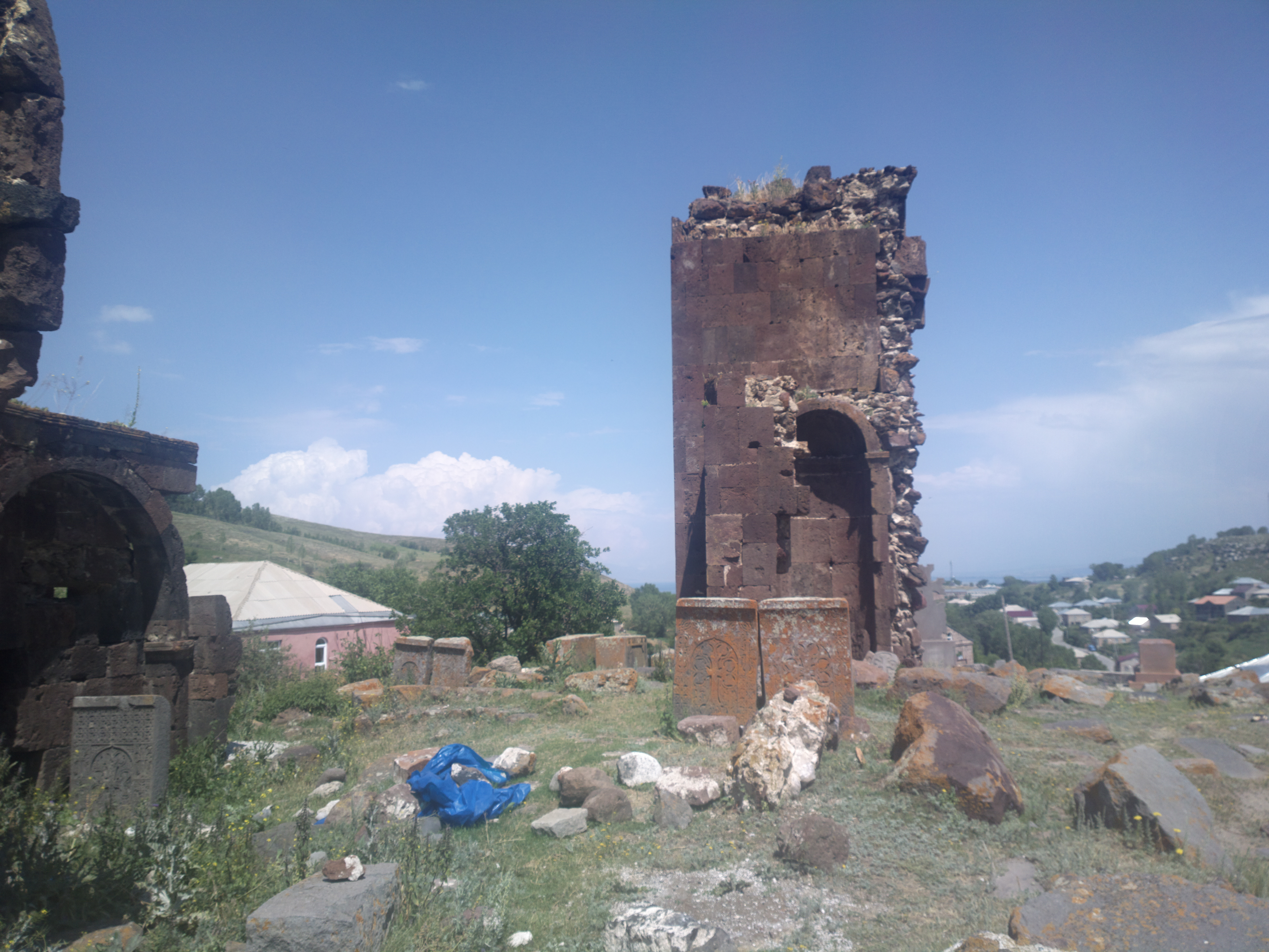
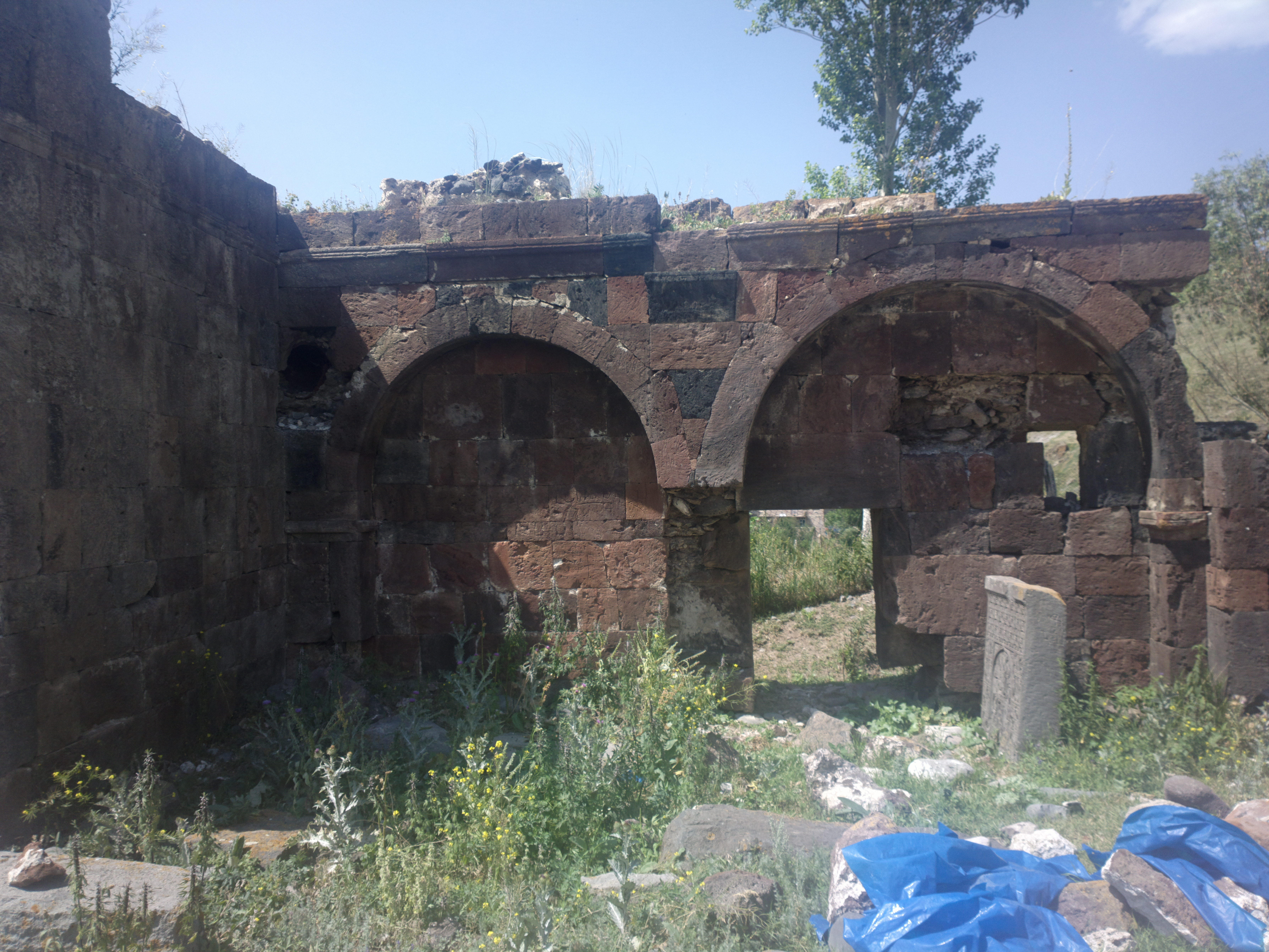
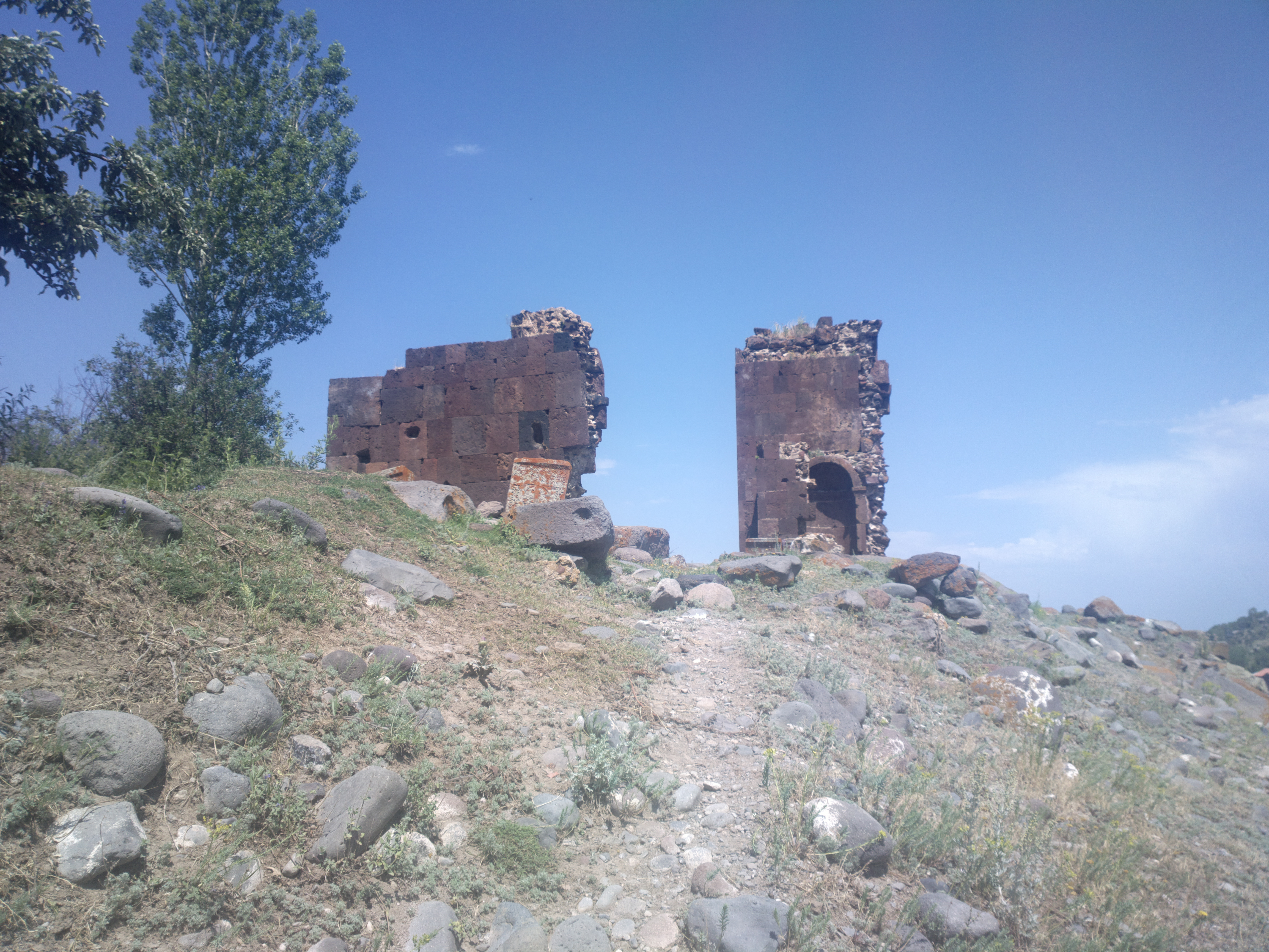
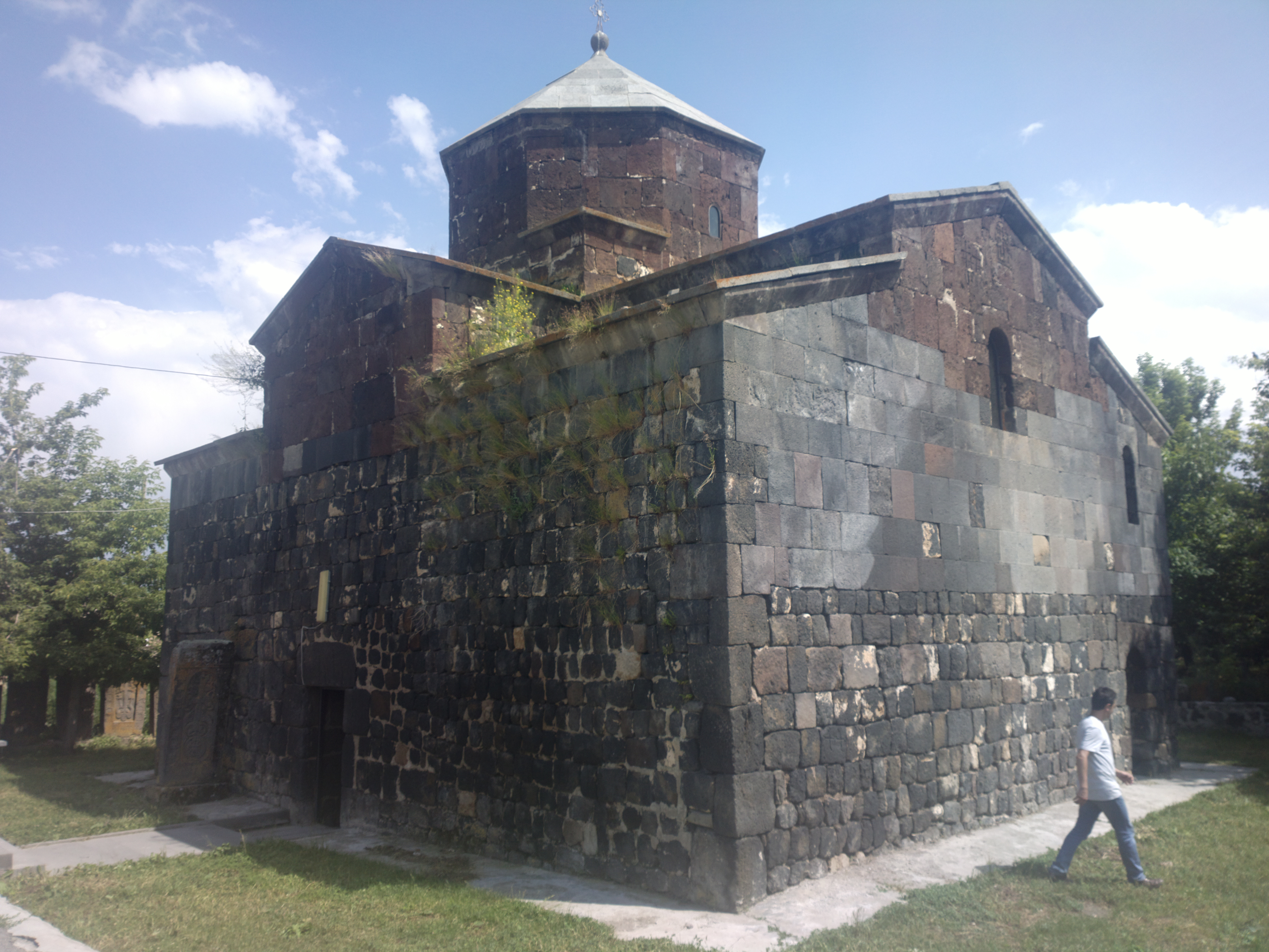
Церковь Масруц Анапат